# Jahor Sjamënaŭ
Jahor Valer'evič Sjamënaŭ (in bielorusso Ягор Валер'евіч Сямёнаў?; in russo Егор Валерьевич Семёнов?, Egor Valer'evič Semënov; Minsk, 6 gennaio 1988) è un calciatore bielorusso, centrocampista dell'Astravec.

## Carriera
Ha giocato nella prima divisione bielorussa.